# Barrios Unidos
Barrios Unidos ist der 12. Stadtbezirk (localidad) im nordwestlichen Teil der kolumbianische Hauptstadt Stadt Bogotá. Seine Fläche beträgt 1.189,52 Hektaren, was 1,39 Prozent der Gesamtfläche Bogotás entspricht und mit einer Bevölkerung von etwa 254.000 Menschen. Es ist der fünftkleinste Stadtbezirk von Bogotá.
Barrios Unidos ist ein Bezirk des Handwerks und der kleinen und mittleren Unternehmen. So ist z. B. der Servicebereich Autoteile und Kfz-Reparaturen stark vertreten; Metallbearbeitung mit Werkstätten im Viertel Barrio Negro, der Lederherstellung in Muequetá, der Marketerie in San Fernando oder Werkstätten von Holzmöbeln in Doce de Octubre. Auch lithografische Ateliers sind vorhanden.
Auf der anderen Seite generiert der Bezirk u. a. Aktivitäten mit verschiedenen künstlerischen und kulturellen Formen, die zu den traditionellen Festen wie Siete de Agosto, Doce de Octubre und Once de Noviembre in Beziehung stehen. Es ist diese Vielfalt von Gruppen kleiner Unternehmungen, die im selben Bezirk kooperieren und konkurrieren; das ist es was Barrios Unidos als ein vielfältiges wirtschaftliches und kulturelles Cluster definiert und von anderen Stadtbezirken unterscheidet.

## Grenzen
Nord: Calle 100 mit Suba (11. Stadtbezirk)

Süd: Calle 63 mit Teusaquillo (13. Stadtbezirk)

Ost: Autopista Norte und Avenida Caracas mit Chapinero

West: Avenida 68 mit Engativá (10. Stadtbezirk)